# Вьетнамско-мьянманские отношения
Вьетнамско-мьянманские отношения — двусторонние дипломатические отношения между Вьетнамом и Мьянмой. Страны являются членами Организации Объединённых Наций и Ассоциации государств Юго-Восточной Азии.

## История

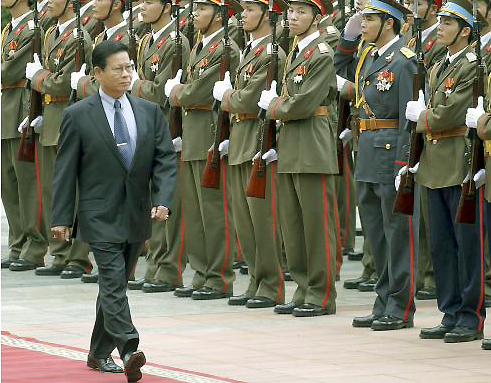
Премьер-министр Мьянмы Кхин Ньюн и почётный караул возле Президентского дворца в Ханое.

В 1479 году император Дайвьета Ле Тхань-тонг, разбив лагерь на современной лаосско-мьянманской границе и направил приветственное письмо правителю Авы в Центральной Мьянме.
В 1822—1823 годах было открыто первое посольство Бирмы во Вьетнаме во главе с Джорджем Гибсоном, сыном английского наёмника, прибывшего в Сайгон. В то время Бирмой правил король Баджидо, который стремился завоевать Сиам и надеялся, что Вьетнам может быть полезным союзником. Вьетнам на тот момент аннексировал территорию современной Камбоджи. Императором Вьетнама был Нгуен Тхань-то, только что вступивший на престол после смерти своего отца, основателя династия Нгуен — Нгуен Тхе-то. Коммерческая делегация из Вьетнама побывала в Бирме, стремясь расширить объём товарооборота. Однако, Баджидо был заинтересован в организации военного союза с Вьетнамом. В конце XIX века страны стали колониями Великобритании и Франции.
В 1986 году после реализации комплексной программы реформ в экономической, политической, социальной и культурных сферах («Дой мой») Вьетнам практически отказался от социалистической и коммунистической философии, в то время как Бирма (позже ставшая Мьянмой) пережила значительный экономический спад после неудавшегося Восстания 8888. Государственный совет мира и развития, правивший Бирмой, поддерживал крепкие связи с Вьетнамом, и несколько военных деятелей, в частности Кхин Ньюн, посетили Вьетнам, чтобы изучить процесс экономических реформ.
Политические реформы в Мьянме изменили политический климат страны, и Вьетнам стал активно содействовать в реализации этих реформ. В то время как Китай, Индия и Таиланд остаются традиционными инвесторами Мьянмы, несколько вьетнамских компаний, таких как «Viettel Group» и «Hoang Anh Gia Lai Group», увеличили свою деятельность в этой стране. «Viettel» стал одним из 5 крупнейших телефонных компаний в Мьянме.
Страны продолжают активно развивать сотрудничество. Наблюдается рост военных контактов между двумя государствами. Правительство Вьетнама через компанию «Viettel» поставило оружие и снаряжение в Мьянму, а также направило инструкторов для обучения вооружённых сил Мьянмы боевым действиям против повстанцев во время гражданской войны.

## Дипломатические миссии
- Вьетнам имеет посольство в Янгоне[10].
- Мьянма содержит посольство в Ханое[11] и консульство в Хошимине[12].